# Wilhelm Söth
Wilhelm Söth foi um general alemão que combateu na força Panzer durante a Segunda Guerra Mundial, sendo condecorado com a Cruz de Cavaleiro da Cruz de Ferro.

## História
Entrou para o Exército no ano de 1921 como voluntário, deixando o Exército no ano de 1933 com a patente de Wachtmeister, mas retornou no ano seguinte com a patente de Obersleutnant. Comandou o ll./Art.Rgt. 56 quando se iniciou a Segunda Guerra Mundial.
Foi promovido para a patente de Oberstleutnant no dia 1 de abril de 1942, Oberst no dia 1 de agosto de 1943 e Generalmajor no dia 30 de janeiro de 1945. Comandou o Pz.Art.Rgt. 73 (1 de abril de 1943), Gren.Brig. 1131 (27 de julho de 1944) e a 3ª Divisão Panzer (20 de janeiro de 1945). Foi condecorado com a Cruz de Cavaleiro da Cruz de Ferro no dia 28 de novembro de 1940 e a Cruz Germânica em Ouro no dia 27 de maio de 1942.

## Patentes
- Wachtmeister - 1933
- Obersleutnant - 1934
- Oberstleutnant - 1 de abril de 1942
- Oberst - 1 de agosto de 1943
- Generalmajor - 30 de janeiro de 1945[1]

## Condecorações
- Cruz de Ferro (1939) 2ª Classe
- Cruz de Ferro (1939) 1ª Classe
- Cruz de Cavaleiro da Cruz de Ferro - 28 de novembro de 1940[1][3]
- Cruz Germânica em Ouro - 27 de maio de 1942[1]